# ダッサコーン・トンラオ
ダッサコーン・トンラオ（Dassakorn Thonglao, ดัสกร ทองเหลา、1983年12月30日 - ）はタイ・ノーンブワラムプー県出身の元サッカー選手。元タイ代表。現役時代のポジションはミッドフィルダー。タイ語読みではダッサゴーン・トーンラオ。

## 来歴

### クラブ
1.FCカイザースラウテルンの下部組織で育ち、タイに帰国。2004年からベトナムのクラブでプレーしていたが、海外生活によるストレスとホームシックにより2010年にタイのクラブへ移籍。

### 代表
タイ代表ではミッドフィルダーとしてプレー。司令塔といえる存在である。2014年以来代表から離れていたが、2017年10月、ケニア代表との親善試合で代表に復帰し、国際Aマッチ100試合出場を達成した。